# Călugăreni, Botoșani
Călugărenii Vechi (cunoscută și sub denumirea Călugărenii Vechi) este un sat în comuna Ungureni din județul Botoșani, Moldova, România.
 Acest articol despre o localitate din județul Botoșani este deocamdată un ciot. Puteți ajuta Wikipedia prin completarea lui.